# Acrocercops retrogressa
Acrocercops retrogressa là một loài bướm đêm thuộc họ Gracillariidae. Loài này có ở Queensland và South Úc.